# Epic Records
Pour les articles homonymes, voir Epic.
 (janvier 2021).
Si vous disposez d'ouvrages ou d'articles de référence ou si vous connaissez des sites web de qualité traitant du thème abordé ici, merci de compléter l'article en donnant les références utiles à sa vérifiabilité et en les liant à la section « Notes et références ».
Epic Records est un label discographique américain, filiale de Sony Music Entertainment.

## Historique
Epic Records est fondé en 1953 par Columbia Records, entre autres pour distribuer les disques Philips aux États-Unis,. Il produit essentiellement des albums de jazz et de musique classique. Son logo jaune criant, noir et bleu, devient une marque familière pour bon nombre de productions de jazz et de musique classique. Le label a notamment produit l'Orchestre philharmonique de Berlin, le Juilliard String Quartet, Antal Doráti dirigeant l'Orchestre de La Haye, et George Szell dirigeant l'Orchestre de Cleveland.
Dix ans plus tard, Epic remporte ses premiers disques d'or et se développe de manière fulgurante dans les domaines du rock, du R&B et la country. Le succès se prolonge dans les années 1970, en produisant notamment ABBA (au Royaume-Uni et en Irlande seulement), John Hiatt, Dan Fogelberg,  Sailor, The Clash, Sly and The Family Stone, Boston, REO Speedwagon, Johnny Nash, Heart (sous le label Portrait Records), The Isley Brothers, Edgar Winter et Charlie Rich.
En 1979, Epic produit Michael Jackson qui tenait absolument à signer chez eux, et sort Off the Wall, premier grand succès planétaire du « King of pop ». En 1982, le label produit Thriller, qui deviendra l'album le plus vendu au monde, et par la suite d'autres albums au succès planétaire du chanteur comme Bad ou Dangerous.
Les années 1980 voient Epic produire également The Clash, Cyndi Lauper, Céline Dion, Nena ou encore Jean-Jacques Goldman. En 1983, Epic produit Ozzy Osbourne qui vient de quitter Jet Records. En 1990, le label produit Rage Against the Machine, puis Good Charlotte à partir de 2000[réf. nécessaire].
Parmi les autres nombreux artistes qu'Epic a produits ou produit encore, on peut compter AC/DC, George Michael, Shakira, Jennifer Lopez, Donovan, Bobby Vinton, Tammy Wynette, The Yardbirds, Lulu, Madison Beer, Tyla et Jeff Beck.

## Signatures
Oxlade - Lesram - Gazo - Lisandro - kerchak - Ascendant Vierge - Theodort - Ronisia - Hatik - Jolagreen23 - prototype - Alonzo - Samya - MargueriteThiam - Rapiste - BRK - Mokobe - Fayv - Oordaya - Koffi Lossa - Scarlip - Travis Scott - Koba LaD Wham